# Solanum caricaefolium
Solanum caricaefolium är en potatisväxtart som beskrevs av Henry Hurd Rusby. Solanum caricaefolium ingår i släktet skattor som ingår i familjen potatisväxter. Inga underarter finns listade i Catalogue of Life.